# 山本剛 (ピアニスト)
山本 剛（やまもと つよし、1948年3月23日 - ）は、日本のジャズピアニスト。

## 参加作品
- 古井戸
  - アルバム「酔醒」1975年